# Lalandusse
Lalandusse é uma comuna francesa na região administrativa da Nova Aquitânia, no departamento Lot-et-Garonne. Estende-se por uma área de 9,59 km². Em 2010 a comuna tinha 226 habitantes (densidade: 23,6 hab./km²).